# شرى ضاحة (السياني)

تعديل مصدري - تعديل

شرى ضاحة محلة تابعة لقرية منزل السماوي، التابعة لعزلة الدامغ بمديرية السياني إحدى مديريات محافظة إب في الجمهورية اليمنية.، بلغ تعداد سكانها 69 حسب تعداد اليمن لعام 2004.